# التأثير الاقتصادي للحرب الفلسطينية الإسرائيلية 2023
إن للحرب الفلسطينية الإسرائيلية 2023 آثار اقتصادية كبيرة، ليس فقط على الأطراف المعنية ولكن أيضًا على الاقتصاد العالمي.
تسببت الحرب في أضرار مدمرة للبنية التحتية والاقتصاد في غزة. وأسفرت الحرب عن اضطرابات ودمار على نطاق لم يسبق له مثيل في قطاع غزة. حيثُ أفاد مكتب الأمم المتحدة لتنسيق الشؤون الإنسانية (أوتشا) أن أكثر من 41,000 منزل قد تم تدميره بشكل كامل وتضرر أكثر من 222,000 منزل بشكل شبه كلي. كما أثرت الحرب بشدة على المستشفيات والمدارس وأنظمة المياه والصرف الصحي والأمن الغذائي.
وتسببت الحرب في تدمير كامل للقطاع الثقافي في غزة، والذي يشكل المنفس الثقافي لشباب وشابات القطاع في ظل الحصار المستمر منذ عام 2007.
وقد تعرّض المشهد الخدمي في القطاع إلى اعتداءات كثيرة، منها استشهاد عدد كبير من العاملين في هذا المجال وتدمير عدد من منشآت وآليّات البلديّات والتي تقدّم خدماتها للمواطنين الفلسطينيين. وشملت هذه الاعتداءات أيضًا تدمير الطرق ومعظم البُنى الأساسيّة الخدميّة كخزّانات المياه ومحطّات الصرف الصحي والآبار بحجّة وجود أنفاق تابعة للمقاومة الفلسطينيّة.

### العمالة في غزة
تسببت الحرب في خسائر كبيرة في الوظائف في غزة. ومع وصول الحرب إلى شهرها الأول، تشير التقديرات إلى أن 61 بالمائة من فرص العمل في غزة، أي ما يعادل 182 ألف وظيفة، قد فقدت. كانت معدلات الفقر في غزة مرتفعة بالفعل قبل الحرب، ويرجع ذلك إلى حد كبير إلى الحصار الإسرائيلي المستمر. ووفقاً للبنك الدولي، كان 61% من السكان يعتبرون تحت خط الفقر. ومع ذلك، بعد شهر واحد فقط من القتال، ارتفعت النسبة بنحو 20%، ومن المتوقع أن ترتفع إلى نحو 34% في الشهر الثاني من الحرب.

## فلسطين
وقال مدير المكتب الإقليمي للدول العربية في برنامج الأمم المتحدة الإنمائي، عبد الله الدردري، إن معدل الفقر بين الفلسطينيين ارتفع بمقدار 300 ألف في نوفمبر/تشرين الثاني 2023. وخلال الفترة نفسها، أفادت التقارير أن الصراع أدى إلى انخفاض في التوظيف بنسبة 61% في غزة وانخفاض بنسبة 24% في الضفة الغربية.ومن المتوقع أن ينخفض الناتج المحلي الإجمالي الفلسطيني بنحو 4.2% خلال الفترة نفسها، على النقيض من التوقعات السابقة التي أشارت إلى خسارة تقدر بنحو 857 مليون دولار. وإذا استمر الصراع حتى ديسمبر/كانون الأول 2023، فمن المتوقع أن يرتفع الرقم إلى نحو 1.7 مليار دولار.
ومن المتوقع أن ينخفض الناتج المحلي الإجمالي الفلسطيني بنحو 4.2% خلال الفترة نفسها، على النقيض من التوقعات السابقة التي أشارت إلى خسارة تقدر بنحو 857 مليون دولار. وإذا استمر الصراع حتى ديسمبر/كانون الأول 2023، فمن المتوقع أن يرتفع الرقم إلى نحو 1.7 مليار دولار.

## الضفة الغربية
رفضت إسرائيل تسليم أموال الضرائب إلى السلطة الفلسطينية، حيث ساهم ذلك في عدم دفع رواتب موظفي الحكومة في الضفة الغربية. وعملت إسرائيل على منع المزارعين من حصاد الزيتون في مدينة نابلس ومدينة جنين ومدينة رام الله ومدينة طولكرم ومدينة قلقيلية.
وصادر الجيش الإسرائيلي العديد من الأراضي الزراعية، بما في ذلك الأراضي الواقعة بين قرية بورين وبلدة حوارة، وكافة غابات بلدة يعبد في جنين.

## إسرائيل
تكلف الحرب الاقتصاد الإسرائيلي 600 مليون دولار أسبوعيا بسبب الغياب عن العمل، وذلك وفقاً للبنك إسرائيل. ويعادل ذلك حوالي 6% من الناتج المحلي الإجمالي الأسبوعي. ومن ناحية أخرى، قالت وزيرة الخزانة الإسرائيلية إن التكلفة اليومية المباشرة لحرب غزة على بلادها تبلغ نحو 246 مليون دولار.
وتشير التقديرات إلى أنه إذا استمرت الحرب لمدة ثمانية إلى اثني عشر شهرًا، فإن تكلفة الحرب على الاقتصاد الإسرائيلي ستكون أكثر من 50 مليار دولار، أو ما يقرب من 10٪ من الناتج المحلي الإجمالي، وذلك وفقًا لوزارة المالية الإسرائيلية. وتفترض التقديرات أن الصراع يقتصر على غزة، دون مزيد من التصعيد مع الأطراف الأخرى، ويعتمد نمو الأقتصاد على على عودة 350 ألف جندي احتياطي إلى العمل قريبًا.

## لبنان
توقفت تجارة الزيتون في جنوب لبنان، والتي تعتبر مصدر الدخل الرئيسي للكثيرين، حيث أوقف المزارعون محصولهم خوفاً من القصف الإسرائيلي والذي يستهدف الأراضي الزراعية في جنوب لبنان. ووفقاً لوزير الزراعة اللبناني، فقد احترقت 40 ألف شجرة زيتون بسبب الحرائق الناجمة عن قصف الجيش الإسرائيلي.
وتوقع معهد التمويل الدولي أن ينخفض الناتج المحلي الإجمالي للبنان بنسبة واحد في المئة بحلول نهاية العام وبنسبة 30 في المئة في عام 2024 في حالة استمرار امتداد الحرب.

## الاقتصاد العالمي
الصراع الفلسطيني الإسرائيلي لديه القدرة على إغراق الاقتصاد العالمي في الركود. حيثُ يمكن أن يكون للحرب تداعيات كبيرة على المشهد الاقتصادي في أوروبا، ويأتي ذلك في قدرتها على التأثير الكبير في انخفاض التجارة الإقليمية، والأنظمة المالية الأكثر صرامة، وتصاعد تكاليف الطاقة، وتضاؤل ضمانات المستهلك. وشددت مؤسسة جولدمان ساكس على أن الطريقة الأكثر أهمية والأكثر تأثيرًا التي يمكن أن تتغلغل في الاقتصاد الأوروبي هي عبر أسواق النفط والغاز الطبيعي.

### الاضطراب الاقتصادي في العالم
في تقرير صدر مؤخراً، أصدر البنك الدولي تحذيراً مثيراً للقلق في 30 أكتوبر/تشرين الأول فيما يتعلق بالصراع بين إسرائيل وغزة. ووفقا للتقرير المذكور، فإن هذا الصراع لديه القدرة على إحداث صدمة اقتصادية عالمية كبيرة. وقد تكون إحدى العواقب المحتملة زيادة كبيرة في أسعار سلع مثل النفط، حيث تشير التوقعات إلى أنها قد تصل إلى 150 دولارا للبرميل. وسيكون لهذا عواقب وخيمة على الاقتصاد العالمي، مما يؤدي إلى ارتفاع أسعار المواد الغذائية وربما يتسبب في معاناة الملايين من الناس من الجوع. ويقارن التقرير المذكور بحرب 1973، التي فرض خلالها الأعضاء العرب في منظمة أوبك، بقيادة المملكة العربية السعودية، حظراً نفطياً على الولايات المتحدة رداً على دعمهم لإسرائيل.

#### هجمات اليمن (الحوثيين)
استهدفت هجمات الحوثيين في البداية السفن ذات الاتصالات الإسرائيلية وتوسعت لاحقًا لتشمل أصولًا من الولايات المتحدة وأوروبا. ومن المتوقع أن تشتد هذه الهجمات إذا واصلت إسرائيل غزوها لرفح في غزة، مع وجود تهديدات محتملة للكابلات البحرية. ووفقا للخبراء، فإن تدمير هذه الكابلات في البحر الأحمر يمكن أن يؤدي إلى تعطيل البيانات والاتصالات المالية بين أوروبا وآسيا بشدة. قام بيتر كراوس، أستاذ العلوم السياسية في كلية بوسطن، بتحليل الحرب وأسبابها من منظور "من الداخل إلى الخارج". وهو يدحض الحجة الشائعة القائلة بأن هجوم 7 أكتوبر/تشرين الأول كان يهدف إلى تعطيل تطبيع العلاقات بين المملكة العربية السعودية والولايات المتحدة وإسرائيل.

### التأثير على الدول

#### البحرين
علّق مجلس الأمة البحريني العلاقات الدبلوماسية والاقتصادية في 2 نوفمبر/تشرين الثاني،  مشيرًا إلى "الموقف الثابت والتاريخي الداعم للقضية الفلسطينية والحقوق المشروعة للشعب الفلسطيني".

#### إندونيسيا
من المتوقع أن يكون للصراع الدائر بين حماس وإسرائيل تداعيات على الاقتصاد الإندونيسي، خاصة في المجال الصناعي. وشدد بوبي جافور عمر، قائد الصناعة التحويلية في جمعية رجال الأعمال الإندونيسيين (أبيندو)، على أن أي اضطراب في الشرق الأوسط سيؤثر على بيئة الأعمال في إندونيسيا، وخاصة في قطاع الطاقة. ومن النتائج المباشرة لهذه الحرب ارتفاع أسعار الطاقة، مما أدى بالتالي إلى ارتفاع النفقات المرتبطة بالمواد الخام. ويرجع ذلك في المقام الأول إلى أن إندونيسيا لا تستطيع إنتاج جميع المواد الخام المطلوبة محليًا.

#### الهند
ويعرب الخبراء الهنود عن تخوفهم من الصراع الدائر، حيث يخشون أن يكون له آثار سلبية على الاقتصاد الهندي. ومن المتوقع أن يؤدي ارتفاع أسعار النفط إلى ارتفاع تكاليف الاستيراد، مما يؤدي بالتالي إلى ارتفاع أسعار السلع والمواد الغذائية. ويشكل هذا الوضع تحديًا كبيرًا للاقتصاد الهندي.

#### الولايات المتحدة
وافق مجلس النواب الأمريكي على الاقتراح الجمهوري الذي يقضي بتخصيص 14.5 مليار دولار لدعم عسكري لإسرائيل. علاوة على ذلك، تلقت إسرائيل أكبر مبلغ من المساعدات العسكرية من الولايات المتحدة مقارنة بأي دولة أخرى منذ انتهاء الحرب العالمية الثانية، حيث تجاوزت المساعدات 124 مليار دولار.

### تأثيرات أخرى
في مارس/آذار 2024، دعا مايكل فخري، المقرر الخاص للأمم المتحدة المعني بالحق في الغذاء، وبالاكريشنان راجاجوبال، المقرر الخاص للأمم المتحدة المعني بالحق في السكن اللائق، شركة بريتيش بتروليوم وشيفرون كوربوريشن وإكسون إلى التوقف عن توفير النفط لإسرائيل، مع راجاجوبال. تنص على أنه "يجب على الشركات التوقف والكف أو مواجهة المسؤولية المحتملة غدًا".

## النفقات العسكرية
في تشرين الثاني/نوفمبر، توقع بنك إسرائيل أن تكلف الحرب ما يقرب من 53 مليار دولار أمريكي حتى عام 2025. واستند هذا التقدير إلى توقعات بزيادة النفقات الدفاعية وغيرها من النفقات، إلى جانب انخفاض عائدات الضرائب. إن حجم النشاط العسكري الذي شهدته إسرائيل من حيث المدة والشدة والتكلفة لم يُلاحظ في الآونة الأخيرة. استمرت حرب غزة عام 2014، المعروفة أيضًا باسم عملية الجرف الصامد من قبل قوات الدفاع الإسرائيلية، لأكثر من شهر وكان لها تأثير كبير على الاقتصاد الإسرائيلي. وأدى ذلك إلى خسارة تقدر بنحو 7 مليارات شيكل (1.96 مليار دولار أمريكي)، باستثناء رواتب الاحتياط ونفقات أسلحة القوات الجوية. ولاستعادة الاستقرار المالي، نفذت الحكومة خفضًا في الميزانية بقيمة 2 مليار شيكل (559 مليون دولار أمريكي) في جميع الوزارات، باستثناء الدفاع.

### العقوبات
وبدأت تركيا فرض قيود التصدير على إسرائيل في 9 أبريل 2024 على 54 سلعة مختلفة، بما في ذلك الحديد والرخام والصلب والأسمنت والألمنيوم والطوب والأسمدة ومعدات ومنتجات البناء ووقود الطائرات.

#### ادعاءات إسرائيلية بالعقوبات الصينية
أفادت مصانع التكنولوجيا الفائقة الإسرائيلية في 25 ديسمبر/كانون الأول أنها واجهت مشاكل مع الواردات الإلكترونية من الصين بسبب العقبات البيروقراطية الأخيرة، مما أدى إلى ارتفاع تكاليف الاستيراد وتأخير مواعيد التسليم. وأفاد مسؤولون إسرائيليون أيضًا أن الصين رفضت إرسال عمال إلى بلادهم خلال الحرب على خلفية نقص العمال في قطاعي البناء والزراعة في إسرائيل. تم وصف تصرفات الصين بأنها أمر واقع العقوبة.

## فلسطين
وفقًا لمدير المكتب الإقليمي للدول العربية لبرنامج الأمم المتحدة الإنمائي، عبد الله الدردري، ارتفع عدد الفلسطينيين الذين يعيشون في فقر بمقدار 300 ألف في نوفمبر 2023. وفي الفترة ما بين أكتوبر ونوفمبر 2023، أفادت التقارير أن الحرب تسببت في حدوث عدد كبير من الضحايا. انخفاض التوظيف بنسبة 61% في غزة وانخفاض بنسبة 24% في الضفة الغربية. وكان من المتوقع أن ينخفض الناتج المحلي الإجمالي الفلسطيني خلال الفترة نفسها بنحو 4.2%، مقارنة بالتقديرات السابقة بخسائر تبلغ نحو 857 مليون دولار. وكان من المتوقع أن يرتفع الرقم إلى نحو 1.7 مليار دولار في حال استمرت الحرب حتى كانون الأول/ديسمبر 2023. وفي مارس/آذار 2024، ذكرت منظمة العمل الدولية أن معدل البطالة ارتفع إلى 57 بالمئة في الربع الأول من عام 2024، مع فقدان 507 آلاف وظيفة في الأراضي الفلسطينية. وشهدت غزة أزمة مالية حادة نتيجة للهجمات الإسرائيلية، حيث كان الوصول إلى الأموال النقدية محدودًا للغاية.
كان الفقر في غزة يوصف بأنه حاد قبل الحرب بسبب الحصار الإسرائيلي المستمر، حيث يعتبر 61% من السكان تحت خط الفقر وفقا للبنك الدولي. وبعد شهر واحد فقط من القتال ارتفعت النسبة بحوالي 20%، ومن المتوقع أن يرتفع العدد إلى حوالي 34% في الشهر الثاني من الحرب.
وبحلول نهاية كانون الأول/ديسمبر 2023، قدّر الجهاز المركزي للإحصاء الفلسطيني أن الاقتصاد الفلسطيني خسر ما مجموعه 1.5 مليار دولار منذ بداية النزاع. في فبراير/شباط 2024، أفاد البنك الدولي أن اقتصاد غزة قد انكمش بنسبة 80 بالمئة في الربع الرابع من عام 2023.

## مقاطعة العلامات التجارية
كانت مقاطعة العلامة التجارية جانبًا بارزًا من الآثار الاقتصادية للحرب. واجهت علامات تجارية مثل ماكدونالدز وكوكا كولا وستاربكس وإتش بي والعديد من العلامات التجارية مقاطعة المستهلكين لها بسبب دعمهم لإسرائيل؛ مما يعكس الغضب من دعم الحكومات الغربية لإسرائيل.
أقنع الناشطون في ديري بأيرلندا الشمالية أونيلز بإزالة منتجات بوما بسبب رعاية العلامة التجارية الرياضية لاتحاد إسرائيل لكرة القدم. اُستهدفت ستاربكس في كيثلي [الإنجليزية]، غرب يوركشاير، حيث حطم المتظاهرون نوافذ المتجر، في أعقاب قرار الشركة بمقاضاة نقابة عمال ستاربوك المتحدة بعد أن نشرت المنظمة العمالية على وسائل التواصل الاجتماعي دعمًا لفلسطين.
تم اتخاذ إجراء مباشر في مصانع الأسلحة في الولايات المتحدة والمملكة المتحدة التي زودت إسرائيل بالأسلحة، مثل شركة لوكهيد مارتن،  جنرال ديناميكس،  تكسترون،  بوينغ،  L3Harris،  رايثيون تكنولوجيز ونورثروب جرومان. على سبيل المثال، في 10 نوفمبر/تشرين الثاني 2023، أغلق النقابيون في روتشستر، كينت، مداخل مصنع شركة "بي إيه إي سيستمز"، قائلين إن المنشأة تصنع مكونات طائرات عسكرية تستخدم لقصف غزة؛  وفي 16 نوفمبر/تشرين الثاني، احتلت منظمة العمل الفلسطيني مصنع ليوناردو. في ساوثهامبتون، توقف الإنتاج. تم منع ZIM من دخول الموانئ في ماليزيا.

## إسرائيل
وقد تكلف الخسائر الاقتصادية للحرب إسرائيل ما يقدر بنحو 400 مليار دولار من النشاط الاقتصادي المفقود على مدى العقد المقبل - مما يهدد مستقبل إسرائيل الاقتصادي. بالنسبة لإسرائيل، فإن 90% من الصدمة الاقتصادية ستأتي من تأثيرات غير مباشرة: انخفاض الاستثمار، وتباطؤ نمو الإنتاجية، واضطراب سوق العمل.
وبسبب تعليق إسرائيل تصاريح العمل للفلسطينيين، قامت باستقدام عمال من الهند وسريلانكا لسد الثغرات. في الربع الأخير من عام 2023، انكمش الاقتصاد الإسرائيلي بنسبة 20% بسبب نقص العمالة في البناء وتعبئة 300 ألف جندي احتياط. وبينما لا تزال إسرائيل تشهد نموًا اقتصاديًا بنسبة 2%، فإن هذا يمثل انخفاضًا عن النمو البالغ 6.5% في العام السابق للحرب. وكانت العواقب الأخرى للحرب هي انخفاض الإنفاق الاستهلاكي بنسبة 27%، وانخفاض الواردات بنسبة 42%، وانخفاض الصادرات بنسبة 18%.
شهد الاقتصاد الإسرائيلي تراجعًا أكبر مما توقعه محللو السوق، مما يدل على أكبر انكماش منذ ما يقرب من أربع سنوات، كما أفاد التقييم الأولي لمكتب الإحصاء المركزي الإسرائيلي. ويمكن أن يُعزى هذا التراجع جزئيًا إلى انخفاض العمليات التجارية بسبب تعبئة العمال للخدمة العسكرية وتقييد دخول الموظفين الفلسطينيين إلى إسرائيل. وكان الاستهلاك الخاص هو العامل الأساسي وراء الانكماش الاقتصادي، حيث شهد انخفاضًا كبيرًا بنسبة 26.9%. بالإضافة إلى ذلك، انخفض الاستثمار التجاري بنسبة 67.8%، في حين انخفضت الصادرات والواردات بنسبة 18.3% و42% على التوالي. إلا أن الإنفاق الحكومي عوض جزئياً هذه الخسائر بارتفاع نسبته 88.1%، ويرجع ذلك أساساً إلى نفقات الحرب. وبحسب مكتب الإحصاء، شهد الاقتصاد الإسرائيلي في عام 2023 نموا متواضعا بنسبة 2%، لكنه أقل مقارنة مع رقم العام السابق البالغ 6.5%.
وقد التزمت إسرائيل بتغطية الأضرار المباشرة وغير المباشرة الناجمة عن الهجوم الذي وقع في 7 تشرين الأول/أكتوبر بالقرب من عسقلان، حيث أصابت الصواريخ العديدة التي أطلقتها حماس. ويشمل ذلك تعويض الشركات عن فقدان مبيعاتها وضمان دفع الرواتب للموظفين المتضررين. ولدعم هذه الجهود، أنشأت الحكومة صندوق قروض بقيمة 10 مليارات شيكل (2.7 مليار دولار أمريكي) وتقدم منحًا للشركات التي تعاني من انخفاض حاد في المبيعات. من الصعب التنبؤ بالأثر المالي الإجمالي للصراع، نظرا لعدم اليقين المحيط بمدته. ومع ذلك، فمن الواضح أن إسرائيل والمنطقة الأوسع ستواجهان أوقاتًا اقتصادية صعبة في المستقبل. وقام بنكها المركزي بمراجعة توقعاته للنمو لعام 2024 من 3% إلى 2%، ويتوقع أن يستغرق تعافي الناتج المحلي الإجمالي إلى مستويات ما قبل الحرب أكثر من عام. وعلى الرغم من هذه التحديات، فإن احتياجات الإنفاق لا تزال قائمة. وقد قامت الحكومة مؤخراً بزيادة الميزانية الوطنية بحوالي 19 مليار دولار أمريكي وتوقعت عجزاً بنسبة 6.6% للعام الحالي، ويرجع ذلك إلى حد كبير إلى النفقات المتعلقة بالحرب. واستجابة لهذه الضغوط الاقتصادية، تقوم وكالات التصنيف الائتماني الكبرى، مثل وكالة فيتش للتصنيف الائتماني، وموديز، وستاندرد آند بورز جلوبال، بتقييم تصنيف إسرائيل A+ بحثًا عن تخفيض محتمل.
ستواجه إسرائيل صدمة اقتصادية كبيرة، حيث ينبع 90% من تأثيرها من عواقب غير مباشرة مثل انخفاض الاستثمار، واضطراب سوق العمل، وإعاقة نمو الإنتاجية.
التحقيقات الأوروبية
في 7 مارس 2024، أعلن كبير الدبلوماسيين في الاتحاد الأوروبي جوزيب بوريل أن الاتحاد الأوروبي سيحقق في امتثال إسرائيل لبنود حقوق الإنسان المنصوص عليها في اتفاقها التجاري، اتفاقية الشراكة بين الاتحاد الأوروبي وإسرائيل.